# Una señora estupenda
Una señora estupenda es una película hispano-mexicana de comedia musical estrenada en 1967, coescrita y dirigida por Eugenio Martín Márquez y protagonizada por Lola Flores. El guion está basado en una comedia de Alfonso Paso.
Por su papel en la película, Lola Flores obtuvo el galardón a la mejor actriz en los premios del Sindicato Nacional del Espectáculo de 1967.

## Sinopsis
Lola ha pasado siete años en la ciudad mexicana de Acapulco, donde ha logrado un gran éxito como artista. Al regresar a España se encuentra con que su hijo Juan, arquitecto de profesión, se ha casado con una chica de buena familia. Los padres de ella son bastante anticuados y no ven con buenos ojos la profesión de Lola. Pero la simpatía y humanidad de Lola hará que al final todos la quieran.

## Reparto
- Lola Flores ... Lola
- Julián Pastor	...	Juan
- José Luis López Vázquez ... Nicolás
- Gracita Morales ... Sirvienta
- Julissa ... Mercedes
- José Sazatornil ... Rodríguez
- Luchy Soto ... Otilia
- Palomo Linares
- Joaquín Cordero ... Fernando
- Fernando Guillén ... Andrés
- Emilio Laguna	...	Detective
- Goyo Lebrero ... Moto de estación
- Pilar Velázquez ... Luisa
- José Orjas ... Abuelo
- Rafaela Aparicio
- Florinda Chico